# Joanna Jesse
Joanna Jesse (* 16. März 1975 in Posen) ist eine deutsche zeitgenössische Künstlerin und Malerin. Ihr Stil zeichnet sich aus durch  figurative Malerei und Fotorealismus.

## Leben
Joanna Jesse wurde in der polnischen Stadt Posen geboren. Sie malt und zeichnet seit frühester Kindheit und absolvierte ihr Abitur und Diplom an der Kunsthochschule Posen. Sie arbeitete anfangs als Grafikdesignerin und kam 1999 nach Deutschland. 2006 begann sie, sich ausschließlich auf die Malerei zu konzentrieren, und startete als freischaffende Künstlerin. Sie besuchte in der Zeit von 2006 bis 2009 als Gasthörerin bei Herbert Brandl die Kunstakademie Düsseldorf und schloss dort von 2009 bis 2015 ein Studium der Freien Malerei an. 2013 erhielt sie die Ernennung zur Meisterschülerin und 2015 das Abschlussdiplom.
Joanna Jesse lebt und arbeitet als freischaffende Künstlerin in Solingen.

## Ausstellungen (Auswahl)
- 2009: Menschenbilder 1620/2009 – Zeitgenössische Bildnisse begegnen alten niederländischen Porträts, Museum Abtei Liesborn
- 2010: Junge Kunst 2010, Ausstellung zum Enovos Förderpreis Junge Kunst 2010 im Wilhelm-Hack-Museum, Ludwigshafen
- 2015: Waterbound – Vom Leben mit dem Wasser, Neue Galerie Dachau[3]
- 2023: Joana Jesse, Sigrid von Lintig, Armin Scheid, Summertime. Art Galerie 7, Köln[4]

## Auszeichnungen
- 2006: Kunstpreis ARThur der 14. internationalen Kunstausstellung FORM-A(R)T, Glinde[5]
- 2006: 3. Preis „Kinder, unsere Zukunft“, PSD Bank Rhein-Ruhr
- 2008: Kunstförderpreis des Kulturforums Overath[6]